# Poeppigia procera
Poeppigia procera är en ärtväxtart som beskrevs av Karel Presl. Poeppigia procera ingår i släktet Poeppigia och familjen ärtväxter. Inga underarter finns listade i Catalogue of Life.